# Rodolphe Guilland
Rodolphe Joseph Guilland, né le 5 mars 1888 à Lons-le-Saunier (Jura), mort le 5 octobre 1981 à Saint-Vérand (Isère), est un byzantiniste français.

## Biographie
Il fait ses études au lycée de sa ville natale, puis au lycée Ampère de Lyon, et aux facultés des lettres de Besançon et de Paris. Agrégé de grammaire en 1912, il fait une carrière de professeur du secondaire à Constantine, Grenoble, Lyon et Paris (lycée Charlemagne). Docteur ès lettres en janvier 1927 (avec une thèse principale sur « Nicéphore Grégoras, l'homme et l'œuvre » et une thèse secondaire sur la correspondance du même), il succède à son maître Charles Diehl à la chaire d'histoire et civilisation byzantine à la Sorbonne (1934), jusqu'à sa retraite en 1958. Sa bibliographie comporte 192 titres, échelonnés de 1921 à 1980. Il a notamment largement travaillé sur les institutions byzantines, publiant plusieurs articles sur l'administration byzantine dans la Revue des études byzantines.

## Principales publications
- La politique extérieure de l'Empire byzantin de 867 à 1081 (1941)
- L'Europe orientale de 1081 à 1453 (dans l'Histoire générale de Gustave Glotz, 1945)
- L'Hippodrome à Byzance (1948)
- Études sur le palais du Boucoléon (depuis 1949)
- Mosaïques byzantines d'Italie (1952)
- L'Empire byzantin de 717 à 867 (1952)
- La politique sociale des empereurs byzantins de 867 à 1081 (1954)
- L'Empire byzantin de 1081 à 1204 (dans l'Histoire universelle de l'Encyclopédie de la Pléiade, 1957)
- Recherches sur les institutions byzantines (Berlin, Berliner Byzantinische Arbeiten, no 37, 2 vol., 1967)
- Études de topographie de Constantinople byzantine (Berlin, Berliner Byzantinische Arbeiten, no 39, 2 vol., 1969)
- Titres et fonctions de l'Empire byzantin (Londres, Variorum Reprints, 1976)

Il a publié également une série d'études sur le Livre des cérémonies de Constantin Porphyrogénète, avec l'objectif d'achever l'édition commentée entamée par Albert Vogt en 1935 dans la collection Guillaume Budé, tâche qu'il n'a pu mener à son terme.